# Max Llovera
Max Llovera González-Adrio, abrégé Max Llovera, né le 8 janvier 1997 à Andorre-la-Vieille, est un footballeur international andorran. Il évolue au poste de défenseur central au CP San Cristóbal.

## Carrière

### En équipe nationale
Max Llovera honore sa première sélection le 3 septembre 2015, lors d'un match contre Israël rentrant dans le cadre des éliminatoires de l'Euro 2016. Cette rencontre jouée à Haïfa se solde par une nette victoire des joueurs israéliens sur le score de 4-0. Max Llovera entre sur le terrain à la 81e minute de jeu, en remplacement de Marc Rebés.

## Statistiques
| Saison                | Club                  | Championnat           | Championnat | Championnat | Coupe(s) nationale(s) | Coupe(s) nationale(s) | Total | Total |
| Saison                | Club                  | Division              | M.          | B.          | M.                    | B.                    | M.    | B.    |
| 2016-2017             | Lleida Esportiu       | Segunda División B    | 15          | 0           | 1                     | 0                     | 16    | 0     |
| 2017-2018             | Lleida Esportiu       | Segunda División B    | 2           | 0           | 0                     | 0                     | 2     | 0     |
| 2018-2019             | UA Horta              | Tercera División      | 0           | 0           | 0                     | 0                     | 0     | 0     |
| Total sur la carrière | Total sur la carrière | Total sur la carrière | 6           | 0           | 1                     | 0                     | 7     | 0     |